# Kenneth Minogue

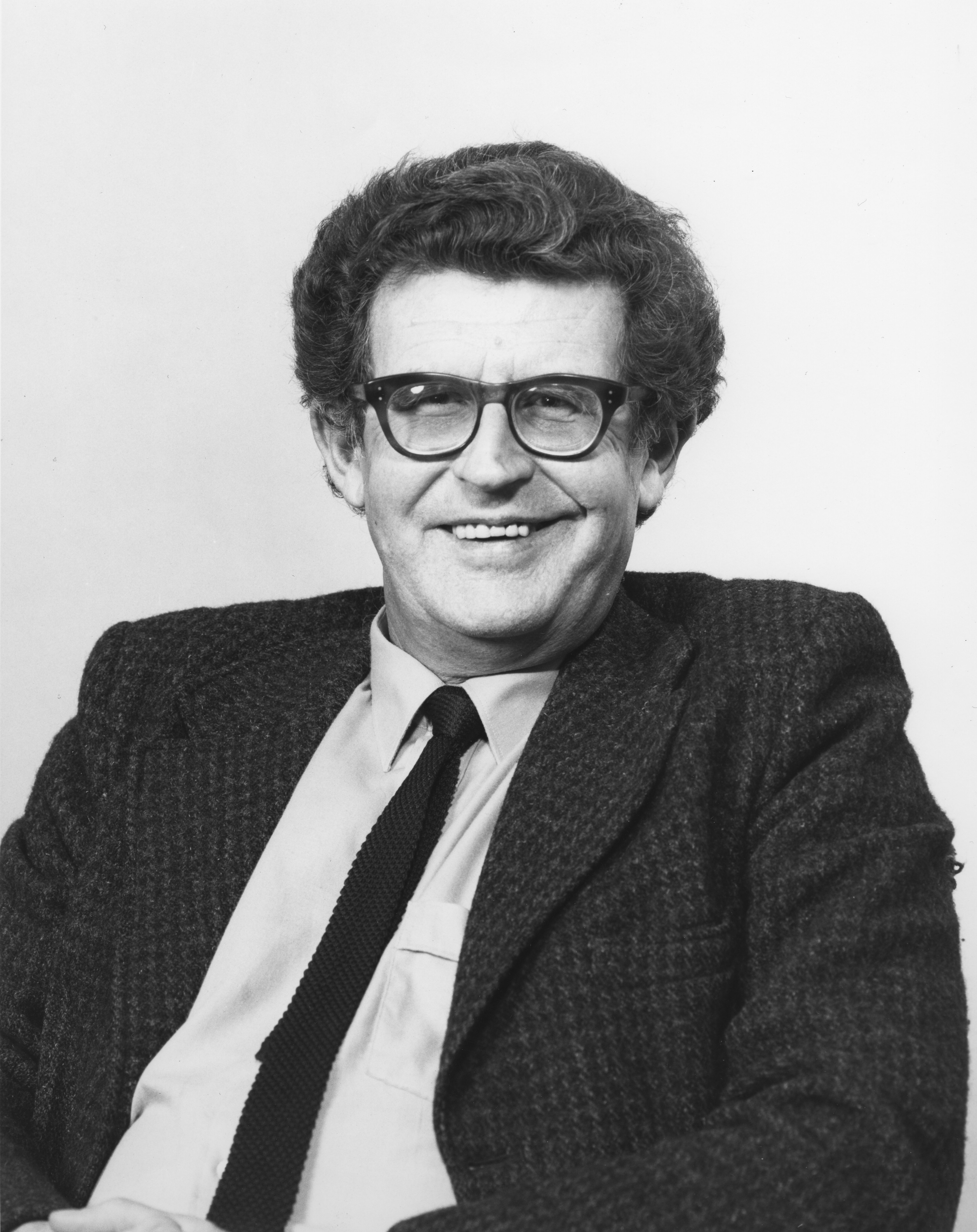
Kenneth Minogue, c. 1980s

Robert Kenneth Minogue (11 de septiembre de 1930 - 28 de junio de 2013) fue un teórico político conservador australiano, profesor emérito de Ciencias Políticas y miembro honorario de la Escuela de Economía y Ciencia Política de Londres.

## Biografía
Kenneth Minogue nació el 11 de septiembre de 1930 en Nueva Zelanda. Se educó en Australia.
Asistió a Sydney Boys High School, donde se graduó en 1946. De 1955 a 1956 fue profesor en la Universidad de Exeter, y desde 1959 profesor en la Escuela de Economía y Ciencia Política de Londres. Escribió ensayos académicos y libros en una gran variedad de problemas en teoría política. Editó y presentó la reedición de Everyman's Library del Leviatán de Hobbes y fue columnista de The Times y Times Higher Education Supplement, y contribuyó a The New Criterion y Daily Mail.